# Timothée Carle
Timothée Carle (* 30. November 1995 in Toulon) ist ein französischer Volleyballspieler. Er gewann mit den Berlin Recycling Volleys mehrmals den DVV-Pokal und die deutsche Meisterschaft.

## Karriere
Carle begann im Alter von fünf Jahren mit Volleyball. Er spielte bis 2017 bei AS Cannes Volley-Ball. Danach wechselte der Außenangreifer zu GFC Ajaccio. 2019 gab er sein Debüt in der französischen Nationalmannschaft und kam in der Nations League zum Einsatz. In der Saison 2019/20 spielte er beim italienischen Erstligisten Tonno Callipo Vibo Valentia. Anschließend wurde er vom deutschen Bundesligisten Berlin Recycling Volleys verpflichtet. Mit den Berlinern schied er in der Saison 2020/21 im Viertelfinale des DVV-Pokals aus und kam in der Champions League ebenfalls ins Viertelfinale. Anschließend erreichten die Berliner als Tabellendritter der Bundesliga-Hauptrunde das Playoff-Finale gegen den VfB Friedrichshafen und wurden deutscher Meister. In der Saison 2021/22 schied Berlin im Halbfinale des DVV-Pokals gegen den Friedrichshafen aus, besiegte den Konkurrenten aber erneut im Playoff-Finale. Ein Jahr später gewannen die Berliner beide Titel. In der Saison 2023/24 gelang ihnen in den nationalen Wettbewerben die Titelverteidigung. Anschließend wechselte Carle zum polnischen Erstligisten Jastrzębski Węgiel. Mit der Mannschaft gewann er in der Volleyball Champions League das Spiel um Platz 3. 